# فریده آرمان
فریده آرمان (درگذشتهٔ ۲ اردیبهشت ۱۴۰۰) فعال سیاسی کمونیست در عرصه‌هایی همچون مبارزه برای حقوق زنان، مبارزه برای حقوق پناهندگان، مبارزه علیه جمهوری اسلامی و اسلام سیاسی است. وی تا پیش از مرگ، مدیر پروژه بوم در شهر مالمو سوئد بود که به کودکان مورد خشونت خانگی قرار گرفته کمک می‌کند.
او در سال ۲۰۱۳ در اعتراض به نقض حقوق زنان در ایران به همراه تعدادی از اعضای فمن در شهر مالمو سوئد برهنه شد.
او همسر مهدی میرشاهزاده از زندانیان سیاسی طیف چپ بود که در زمستان ۶۲ در زندان اوین به اتهام همکاری با سازمان اتحاد مبارزان کمونیست اعدام شد. همسر دوم وی، غلام کشاورز نیز از رهبران اصلی حزب کمونیست ایران در دهه ۶۰ خورشیدی بود که هنگام دیدار با خانواده خود در قبرس، ترور شد.

## فعالیتها
فریده آرمان از زمان تأسیس تا کنون همواره عضو کمیته مرکزی و همچنین عضو دفتر سیاسی حزب کمونیست کارگری ایران بوده‌است.
فریده آرمان مدیر پروژه بوم در شهر مالمو سوئد است که تمرکز آن بر کودکانی ست که شاهد خشونت علیه مادران خود بوده یا این که شخصاً مورد خشونت واقع شده‌اند. این کودکان به همراه مادران خود به صورت مخفی در خانه‌های امن به سر می‌برند و بیشتر از مهاجرانی هستند که فاقد ارتباط با نهادهای اجتماعی هستند.
او در سال ۲۰۱۳ به همراه تعدادی از اعضای فمن در شهر مالمو سوئد در اعتراض به نقض حقوق زنان در ایران برهنه شد.
در سال ۲۰۱۴ نیما سروستانی، فیلمساز ایرانی مقیم سوئد فیلمی با عنوان آن‌ها که گفتند نه دربارهٔ کشتارهای سال ۶۷ ساخت. این فیلم مستند در جشنواره آمستردام شرکت داشت و از میان صدها فیلم جزو ۱۵ فیلم برتر مرحله نیمه نهایی جشنواره قرار گرفت. فریده آرمان یکی از شخصیت‌های فیلم است که تصویر وی در حالیکه عکس دو همسر اعدامی و ترور شده اش را در دست دارد، پوستر اصلی فیلم است.